# Frank Beyer
Frank Beyer (ur. 26 maja 1932 w Nobitz, zm. 1 października 2006 w Berlinie) – niemiecki reżyser i scenarzysta filmowy. Obok Konrada Wolfa i Heinera Carowa był jednym z najwybitniejszych twórców kina NRD. Tworzył zarówno filmy mierzące się z nazistowską przeszłością Niemiec, jak i z realiami życia we Wschodnich Niemczech.

## Życiorys
W 1952 rozpoczął studia teatralne na Uniwersytecie Humboldta w Berlinie, ale niedługo później przeniósł się na uczelnię filmową FAMU w Pradze. Po ukończeniu studiów w 1957 rozpoczął pracę we wschodnioniemieckiej państwowej wytwórni filmowej DEFA, początkowo jako asystent reżysera Kurta Maetziga, a wkrótce potem jako samodzielny reżyser.
Jego głośny film Nadzy wśród wilków (1963) według powieści Brunona Apitza był opowieścią o polskich więźniach obozu w Buchenwaldzie, ukrywających przed esesmanami żydowskiego chłopca. Był to pierwszy film Beyera dystrybuowany szeroko poza granicami NRD i pierwszy w historii niemiecki film poświęcony tematyce obozów koncentracyjnych.
Ślad kamieni (1966), z Krystyną Stypułkowską w roli głównej, został zaledwie trzy dni po premierze zakazany przez władze, gdyż zbyt realistycznie ukazywał warunki życia i pracy w Niemczech Wschodnich. Film uznano za "wrogi wobec partii i państwa", skierowano go na półkę na 20 lat, reżysera usunięto z Socjalistycznej Partii Jedności Niemiec i objęto zakazem pracy dla jedynej w kraju wytwórni filmowej DEFA.
Wobec tych represji, Beyer musiał skupić się na pracy dla telewizji oraz dla państwowego teatru w Dreźnie. Kolejny film fabularny nakręcił dopiero po dziewięciu latach. Jakub kłamca (1975), poruszający tematykę Holocaustu, był jedynym filmem z NRD nominowanym do Oscara dla najlepszego filmu nieanglojęzycznego. Obraz osadzony był w realiach warszawskiego getta i oparty na podstawie powieści Jurka Beckera. Opowiadał on historię tytułowego Jakuba, dodającego otuchy przebywającym w getcie Żydom poprzez rozpowszechnianie wśród nich pogłosek o zbliżających się wyzwolicielach. Główną rolę Vlastimila Brodský'ego nagrodzono Srebrnym Niedźwiedziem dla najlepszego aktora na 25. MFF w Berlinie.
Wiele kontrowersji wzbudził dramat wojenny Pobyt (1983), nakręcony na podstawie powieści Hermanna Kanta. Obraz oskarżano o podgrzewanie antypolskich resentymentów, gdyż ukazywał postać młodego niemieckiego żołnierza niesłusznie oskarżonego o zbrodnie wojenne i osadzonego po wojnie w polskim więzieniu. Po interwencji władz polskich film został ostatecznie wycofany z udziału w konkursie głównym na 33. MFF w Berlinie, gdzie - zdaniem krytyków - miał szansę na główne nagrody.
Po upadku muru berlińskiego Beyer pracował głównie dla telewizji. W 1991 otrzymał Niemiecką Nagrodę Filmową za całokształt twórczości w uznaniu swoich zasług dla "budowania mostów pomiędzy RFN i NRD na długo przed oficjalnym zjednoczeniem". Beyer przewodniczył jury konkursu głównego na 43. MFF w Berlinie (1993).